# راداگاست
راداگاست قهوه‌ای (به انگلیسی: Radagast the Brown) شخصیتی خیالی در رشته افسانهٔ تالکین است. او یکی از جادوگران و دوست گندالف بود و پیوستگی خاصی با حیوانات داشت. او در روسگوبل در مرزهای غربی میرک‌وود، نزدیک میدان‌های گلادن حوالی رودخانهٔ بزرگ زندگی می‌کرد. به طور خلاصه در کتاب‌های هابیت، یاران حلقه، سیلماریلیون و قصه‌های ناتمام از او نام برده می‌شود.

## پیشینه
راداگاست همچون دیگر جادوگران حوالی سال ۱۰۰۰ د. س از والینور به سرزمین میانه آمد. او در والینور در خدمت یکی از ایزدبانوان والار، یاوانا، بود. نام کوئنیایی او «آیوندیل» به معنای «دوست پرندگان» است. یاوانا کورمو را مجبور کرد تا راداگاست را به عنوان همسفر خود تا سرزمین میانه قبول کند و این احتمالاً دلیلی بود که سارومان به او اهانت می‌کرد.
خانهٔ او در روسگوبل در مرزهای غربی میرک‌وود بود. او دوست بئورن بود همچنان که دوست بسیاری از حیوانات جنگل مخصوصاً پرندگان نیز بود. با این حال گندالف نسبت به او در مورد حیوانات دانش بیشتری داشت و توسط آن‌ها بیش‌تر مورد احترام بود. راداگاست بیشتر وقتش را با حیات وحش می‌گذراند به جای انسان‌ها و الف‌ها، چرا که ارتباط با آن‌ها را مشکل‌تر می‌دانست. راداگاست مسامحه‌کار و بی‌قید و بند بود و شجاع نبود با این وجود همچنان از نیروهای خوب به حساب می‌آمد.
در تابستان ۳۰۱۸، سارومان از راداگاست برای فریب گندالف و کشاندن او به اورتانک سوءاستفاده کرد. سارومان او را به بری فرستاد تا به گندالف پیغامی بفرستد. در پیغام او از گندالف خواسته بود به اورتانک برود، جایی که او گندالف را زندانی کرد. خوشبختانه راداگاست هیچ سوءنیتی نسبت به گندالف نداشت و از نقشهٔ شوم سارومان آگاه نبود. راداگاست در فرار جادوگر خاکستری از اورتانک با آگاه ساختن عقاب‌ها از سفر گندالف به آنجا کمک کرد.
راداگاست بدون شک یک شخصیت مرموز بود. مشخص نیست که آیا قلب او در چه سمتی قرار داشت ولی او قدرت این را نداشت که مأموریت خود را در کمک به مردمان آزاد سرزمین میانه علیه سائورون به انجام برساند. در نتیجه در انتها او جزو ۴ جادوگری بود که در مأموریت خود شکست خورده بودند. او همچون سارومان ظالم و پلید نشد ولی چیزی هم از مشارکت‌هایش در جنگ حلقه در دست نیست.
از سرنوشت راداگاست قهوه‌ای در دوران چهارم اطلاعات دقیقی موجود نیست. ممکن است که او اجازه داشته به والینور بازگردد یا شاید در سرزمین میانه مانده و در میرک‌وود زندگی کرده تا روحش با حیوانات، جنگل و درختان یکی شده باشد.

## ریشه‌یابی نام‌ها
در کتاب داستان‌های ناتمام آمده که نام راداگاست در زبان آدونائیک نومه‌نوری‌ها به معنی «پرستار حیوانات» است. اگرچه تالکین در نوشته‌هایش گفته که راداگاست کلمه‌ای در زبان مردمان سواحل رود آندوین است ولی تفسیری ندارد.